# Pequeños sacrificios
Pequeños sacrificios (título original: Small Sacrifices) es un telefilme de 1989 dirigida por David Greene y protagonizada por Farrah Fawcett y John Shea. Está basada en hechos reales que ocurrieron en 1983.

## Argumento
El 19 de mayo de 1983 Diane Downs se presenta en un hospital de Oregón con sus tres hijos malheridos: uno está prácticamente muerto y los otros dos tienen graves heridas. La madre, también herida en el brazo, explica que ha sido atacada por un desconocido que intentaba robar su coche. Con el tiempo el primero muere.
Cuando el detective Dough Welch empieza a investigar el caso descubre que Diane no dice toda la verdad y poco a poco va desenmascarando a una neurótica mujer que intentó matar a sus tres hijos para poder estar con un hombre. Es arrestada y el fiscal Frank Joziak la lleva a juicio. 
El jurado la declara culpable y el juez la condena a prisión perpetua decretando además que permanezca encarcelada hasta que haya fallecido. Después es llevada a una prisión de alta seguridad. Habiendo tenido un cuarto hijo mientras tanto, ese hijo se le es quitado por el Estado.

## Reparto
| Actor          | Personaje            |
| -------------- | -------------------- |
| Farrah Fawcett | Diana Downs          |
| Ryan O'Neal    | Lew Lewiston         |
| Gordon Clapp   | Detective Doug Welch |
| John Shea      | Fiscal Frank Joziak  |
| Emily Perkins  | Karen Downs          |
| Garry Chalk    | Boyd Paul Downs      |
| Ken James      | Daryl Chapman        |

## Estreno
El telefilme fue estrenado en dos partes.

## Recepción
El telefilme ha sido valorado hoy en día en el Internet en portales cinematográficos. En el portal cinematográfico IMDb, con 1.290 votos registrados al respecto, la película de televisión obtiene en ese portal una media ponderada de 7,6 sobre 10.